# Kamendaka transversistriata
Kamendaka transversistriata är en insektsart som beskrevs av Van Stalle 1984. Kamendaka transversistriata ingår i släktet Kamendaka och familjen Derbidae. Inga underarter finns listade i Catalogue of Life.